# Lister Haussman
Lister Haussman est un chanteur, compositeur, producteur et multi-instrumentiste français, d’influences pop, hip-hop et de musique caribéenne.

## Biographie
D’origine martiniquaise, Lister Haussman joue de plusieurs instruments dont la guitare, le piano ainsi que la M.A.O.
En tant qu'arrangeur/compositeur il participe à des nombreuses sessions de co-écritures. Il connaît par la suite un premier succès avec le groupe vocal caribéen Zanma, composé également de Jocelyn Désir, Mathurin Désir, Dominique Michalon et d'Emmeline Loréan. Le groupe compose sa musique et reprend des succès du répertoire caribéen. Leur dernière création s'intitule Chapé Chapé, composée par Lister Haussman et Emmeline Loréan.
Signé chez Melmax Music, Lister décide en 2020 de se lancer dans un projet solo, qui sonne comme un mélange entre hip-hop, trap et musique caribéenne. Accompagné de leurs clips, il sort deux singles dont le premier Ay lavé… Lala chanté en créole est sorti en novembre 2020 avant d'être relayé par NRJ Antilles et le deuxième, Fêlé fais-le ! est sorti en mars 2021. Ce dernier résonne pour l'artiste comme une affirmation de soi, une injonction à son indépendance. 

## Discographie

### Singles
- Ay lavé... Lala (2020)
- Fêlé, fais-le ! (2021)